# Imeldo Álvarez
Imeldo Álvarez escritor, periodista y humorista cubano, nacido en Amarillas, Matanzas el 21 de agosto de 1928. Se hizo bachiller en el Instituto de Segunda Enseñanza de Marianao, donde residió siempre. Fue administrador del semanario El sol y dirigió programas en Radio Marianao y CMZ. Su labor periodística se extiende, además, por diversas publicaciones nacionales, tales como los periódicos Hoy y El mundo, y con la revista Carteles. A partir de 1959 colabora en las más importantes publicaciones nacionales, actividad que comparte con su trabajo de escritor. En 1970 su libro La sonrisa y la otra cabeza obtuvo el premio de cuento de la UNEAC. Ha escrito antologías, estudios críticos y ha sido jefe de redacción de la editorial Letras cubanas.
“Todo humor verdadero- asegura Álvarez- es una manera dinámica de ver la realidad y de mostrarle. Los cubanos somos un pueblo que sabe gozar la dimensión risueña o risible de la vida. Nuestro humor tiene estilo y ritmo muy peculiares”. 

## Obra
- 1970 La sonrisa y la otra cabeza
- 1979 Al final del camino
- 1980 La novela cubana en el siglo XX
- 1974 Noveletas cubanas (Tomo I)
- 1977 Noveletas cubanas (Tomo II)
- 1978 Cuentos de amor (antología)

- Datos: Q5914275